# Campionati europei di ciclismo su strada 2020 - Staffetta mista
La staffetta a squadre mista Uomini/Donne dei Campionati europei di ciclismo su strada 2020, seconda edizione della prova, si svolse il 28 agosto 2020 su un percorso di 54,6 km km con partenza ed arrivo a Plouay, in Francia. La medaglia d'oro fu appannaggio del sestetto della Germania, il quale completò il percorso con il tempo di 1h14'14", alla media di 44,131 km/h; l'argento andò al sestetto della Svizzera e il bronzo a quello Italia.
Sul traguardo 6 nazionali su 6 partenti, portarono a termine la competizione.

## Ordine d'arrivo
| Pos. | Corridore                                                                                             | Squadra  | Tempo    |
| ---- | --- | -------- | -------- |
| 1    | Lisa Brennauer Miguel Heidemann Mieke Kröger Justin Wolf Lisa Klein Michel Hessmann                   | Germania | 1h14'14" |
| 2    | Kathrin Stirnemann Claudio Imhof Marlen Reusser Stefan Bissegger Elise Chabbey Robin Froidevaux       | Svizzera | a 24"    |
| 3    | Vittoria Bussi Liam Bertazzo Elena Cecchini Edoardo Affini Vittoria Guazzini Davide Plebani           | Italia   | a 2'35"  |
| 4    | Audrey Cordon-Ragot Eugénie Duval Maëlle Grossetête Julien Duval Donavan Grondin Kévin Vauquelin      | Francia  | a 2'49"  |
| 5    | Julie Van de Velde Sara Van De Vel Shari Bossuyt Victor Campenaerts Jasper De Plus Rune Herregodts    | Belgio   | a 4'07"  |
| 6    | Yevheniya Vysotska Olena Sharha Valeriya Kononenko Mykhaylo Kononenko Oleksandr Golovash Andriy Kulyk | Ucraina  | a 4'31"  |